# Elezioni parlamentari in Bulgaria del 2009
Le elezioni parlamentari in Bulgaria del 2009 si tennero il 5 luglio per il rinnovo dell'Assemblea nazionale. In seguito all'esito elettorale, Bojko Borisov, espressione del nuovo soggetto politico denominato Cittadini per lo Sviluppo Europeo della Bulgaria, divenne Primo ministro.

## Risultati
| Liste                                                      | Voti      | %     | Seggi |
| ---------------------------------------------------------- | --------- | ----- | ----- |
| Cittadini per lo Sviluppo Europeo della Bulgaria           | 1 678 641 | 39,72 | 116   |
| Coalizione per la Bulgaria (BSP - ZSAS - KPB - PBSD - DSH) | 748 147   | 17,70 | 40    |
| Movimento per i Diritti e le Libertà                       | 610 521   | 14,45 | 38    |
| Unione Nazionale Attacco                                   | 395 733   | 9,36  | 21    |
| Coalizione Blu (SDS - DSB)                                 | 285 662   | 6,76  | 15    |
| Ordine, Legge e Giustizia                                  | 174 582   | 4,13  | 10    |
| Lider                                                      | 137 795   | 3,26  | –     |
| Movimento Nazionale per la Stabilità e il Progresso        | 127 470   | 3,02  | –     |
| I Verdi                                                    | 21 841    | 0,52  | –     |
| Altri <0,50%                                               | 45 803    | 1,08  | –     |
| Totale                                                     | 4 226 195 | 100   | 240   |